# 함무 부타예브
함무 부타예브(아랍어: حمو بوطيب)는 모로코의 장거리달리기 선수(1956년 ~)로 10,000m에서 전문적이었다.
부타예브는 스페인 세비야에서 열린 세계 실내 선수권 대회에서 은메달을 획득했다.